# Stefano Tempesti
Pour les articles homonymes, voir Tempesti.
Stefano Tempesti (né le 9 juin 1979 à Prato) est un joueur italien de water-polo, jouant  comme gardien de but.

## Biographie
Après avoir participé aux Jeux olympiques de Sydney en 2000 et remporté la médaille d’argent aux championnats du monde de 2003, Stefano Tempesti remporte de nombreux titres dont celui de champion du monde en 2011 avec l'équipe d'Italie, compétition à l'issue de laquelle il a été désigné meilleur joueur et meilleur gardien de but.
Il fait partie comme capitaine de l'équipe nationale italienne lors des Championnats du monde de natation 2015 à Kazan. Le 20 août 2016, après avoir remporté la médaille de bronze lors du tournoi olympique à Rio, il annonce la fin de sa participation au sein de l'équipe italienne.

## Clubs successifs
- ? - 2003 : Rari Nantes Florentia
- 2003- ... : Pro Recco